# Aqib Talib
Aqib Talib (* 13. Februar 1986 in Cleveland, Ohio) ist ein ehemaliger US-amerikanischer American-Football-Spieler auf der Position des Cornerbacks in der National Football League (NFL). Er spielte für die Tampa Bay Buccaneers, die New England Patriots, die Denver Broncos und die Los Angeles Rams. Mit den Broncos gewann er den Super Bowl 50.

## College
Neben Leichtathletik und Basketball spielte Aqib Talib bereits auf der Berkner High School in Richardson (Texas) American Football. Als Senior wurde er zum Berkner High School's Defensive Back of the Year gekürt. Nach seiner Zeit an der Highschool bekam Talib Angebote von den Universitäten Kansas, Kansas State, Wyoming, Tulsa, Arizona und Baylor. Er entschied sich für die University of Kansas und spielte dort für die Jayhawks. Im Orange Bowl 2008 spielte er gegen Virginia Tech und wurde als MVP des Spiels ausgezeichnet.

## NFL
Beim NFL Draft 2008 wurde er in der ersten Runde auf Platz 20 von den Tampa Bay Buccaneers ausgewählt. Bei den Buccaneers blieb Talib bis 2012 und wechselte von dort während der Saison zu den New England Patriots. Mit den Patriots erreichte er in der Saison 2013 das Championship-Spiel der AFC, das die Patriots mit 16:26 gegen die Denver Broncos verloren. Nach der Saison wechselte Talib dann zu den Broncos, mit denen er zwei Jahre später seinen ersten Super-Bowl-Sieg feierte. Zur Saison 2018 wechselte er zu den Los Angeles Rams, mit denen er den Super Bowl LIII gegen die New England Patriots verlor. Nachdem er wegen einer Rippenverletzung auf der Injured-Reserve-Liste platziert worden war, gaben ihn die Rams nach dem 8. Spieltag der Saison 2019 zusammen mit einem Fünftrundenpick an die im Neuaufbau befindlichen Miami Dolphins ab, um Cap Space zu sparen. Für die Dolphins kam Talib nicht zum Einsatz.
Am 9. September 2020 gab Talib seinen Rücktritt vom Football bekannt, nachdem er ein Vertragsangebot der New England Patriots abgelehnt hatte.